# Markéta Burgundská (1292–1315)
Markéta Burgundská (francouzsky Marguerite de Bourgogne; 1292? – 30. dubna 1315, Gaillard) byla hraběnka ze Champagne a královna navarrská a francouzská.

## Život
Markéta se narodila jako čtvrtý či pátý potomek burgundského vévody Roberta a Anežky, dcery Ludvíka IX. 23. září 1305  byla provdána za nejstaršího syna francouzského krále Ludvíka. Z manželství se narodila jediná dcera Johana.
Počátkem roku 1314 byla Markéta za přispění své švagrové Izabely, manželky anglického krále Eduarda II. společně s Blankou, manželkou prince Karla a Janou, manželkou prince Filipa zatčena. Markéta a Blanka byly obviněny z cizoložství. Starý král Filip IV. nechal oba provinilé mládence zaživa vykastrovat, vykuchat, stít a pověsit na šibenici. Pohlavní orgány popravených byly hozeny psům. Obě údajné cizoložnice byly zavřeny na hradě Gaillard, který před lety založil Richard Lví srdce. Jana byla podezřelá, že o celé avantýře věděla a skončila za trest v domácím vězení na hradě Dourdan.

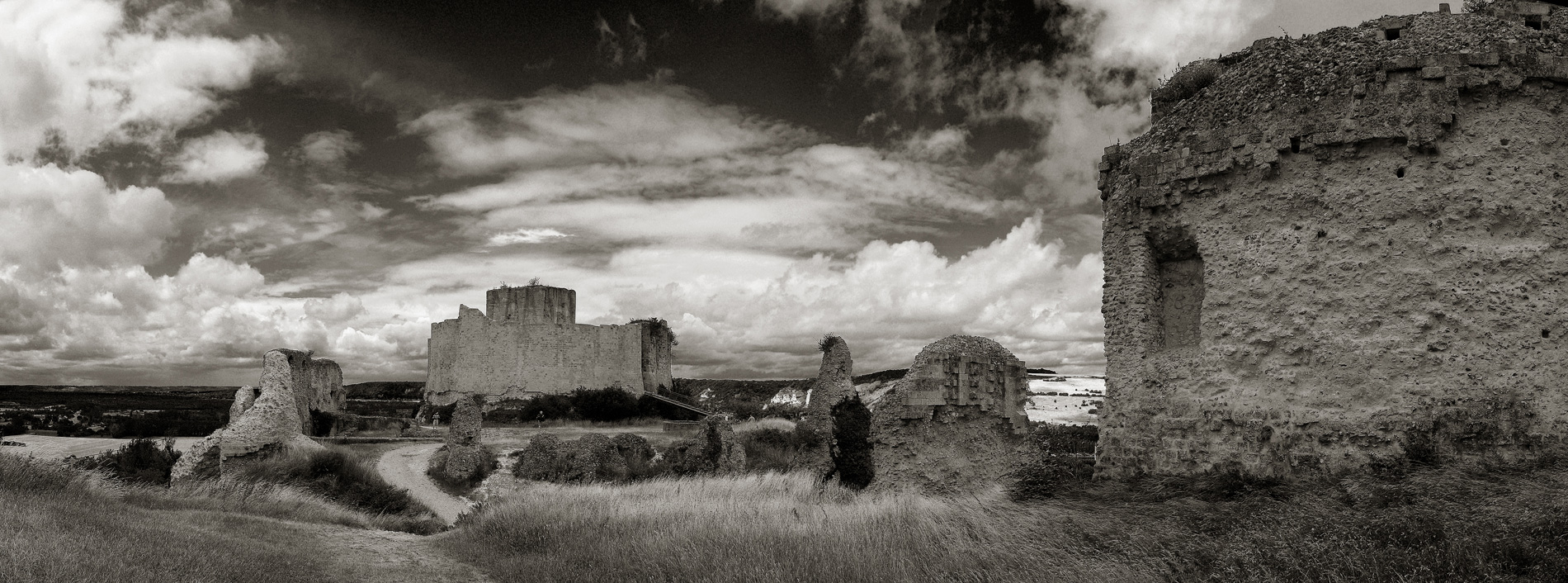
Ruiny hradu Gaillard

Mezitím se stal koncem roku 1314 Ludvík X. králem. Nevěrná Markéta ve vězení příhodně zemřela. Místem posledního odpočinku této nekorunované francouzské královny se stal františkánský kostel ve Vernonu.
Novopečený král se rychle znovu oženil, ale vytouženého dědice se nedočkal. Zemřel náhle 5. června 1316 ve Vincennes. Údajně se silně uhřál při míčové hře a při chlazení ve sklepě vypil velké množství studeného vína; následovala horečka, jíž podlehl.
Dcera Johana byla otcem odeslána do klášterního ústraní a po Ludvíkově smrti trávila zbytek dětství na dvoře svého strýce Oda Burgundského, který vcelku úspěšně uhájil její dědická práva.